# Žďár nad Metují
Žďár nad Metují (en allemand : Brand) est une commune du district de Náchod, dans la région de Hradec Králové, en Tchéquie. Sa population s'élevait à 663 habitants en 2022.

## Géographie
Žďár nad Metují est arrosée par la Metuje et se trouve à 2 km à l'ouest de Police nad Metují, à 15 km au nord de Náchod, à 46 km au nord-est de Hradec Králové et à 137 km à l'est-nord-est de Prague.
La commune est limitée par Teplice nad Metují au nord-ouest, par Police nad Metují au nord-est et à l'est, par Bukovice à l'est, par Velké Petrovice au sud, et par Česká Metuje à l'ouest.

## Histoire
La première mention écrite de la localité date de 1406.

## Patrimoine
La réserve naturelle d'Ostaš a été créée en 1956 et s'étend sur 30 ha.

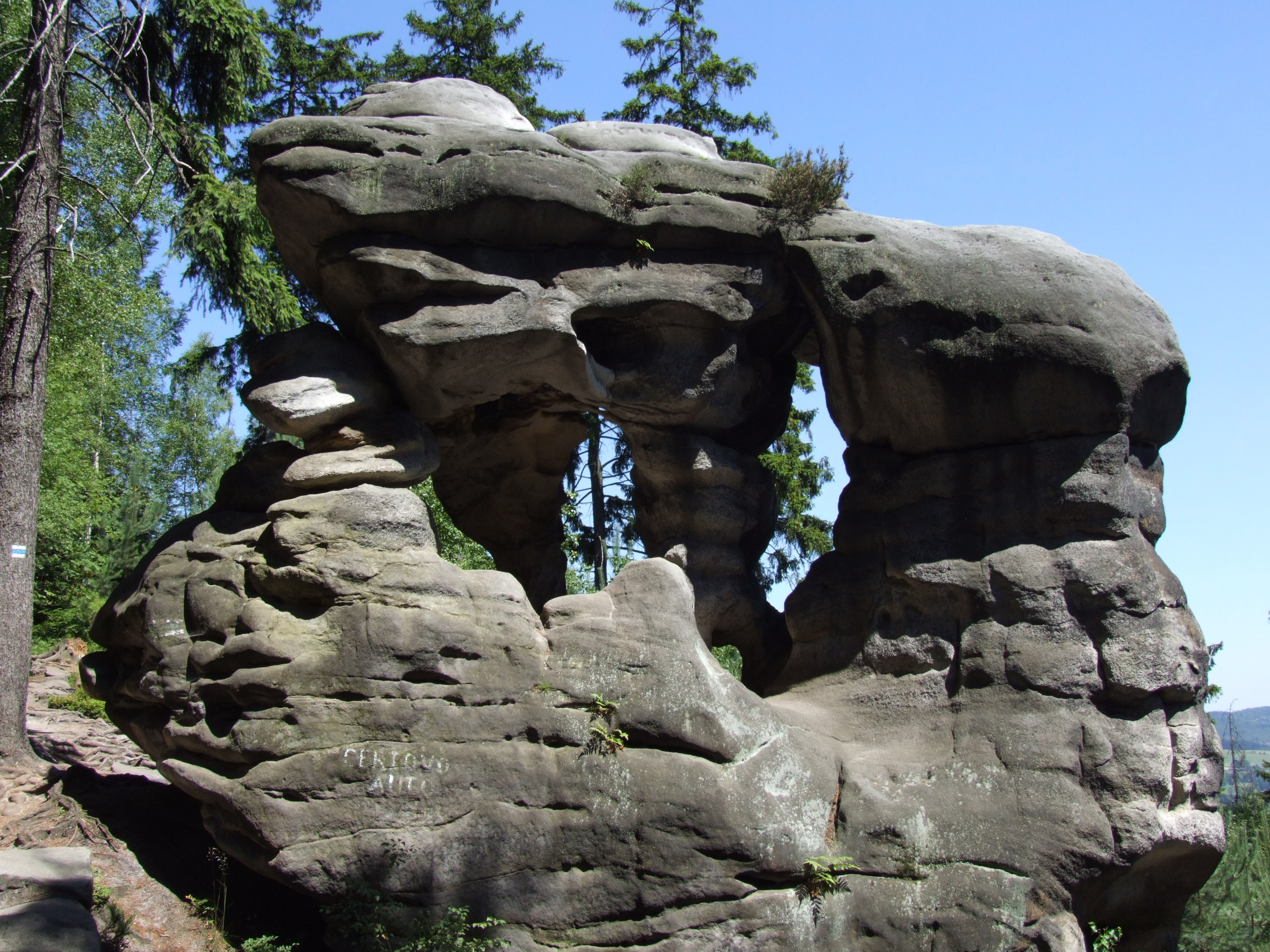
Formation de grès.
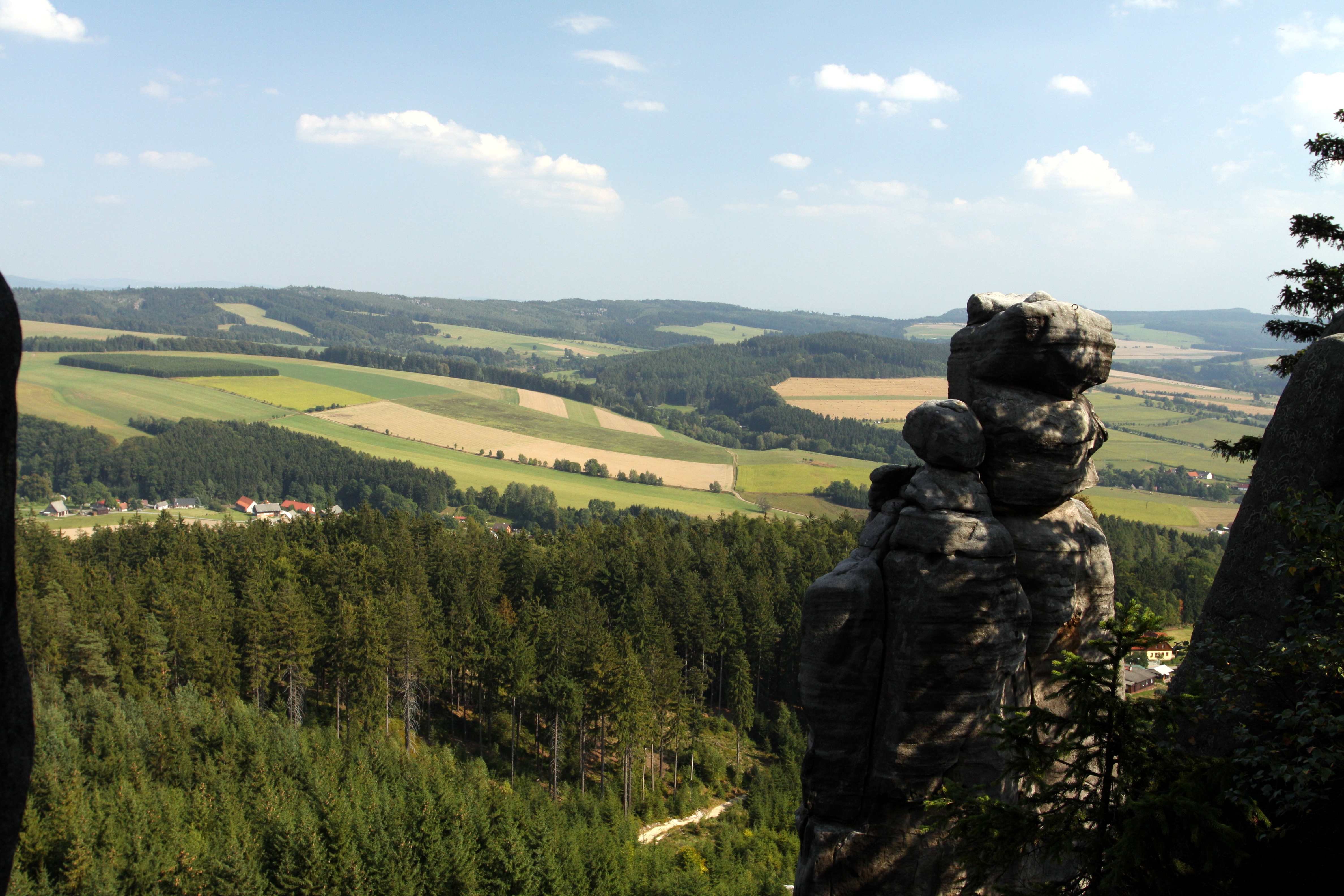
Panorama de la réserve naturelle.

## Transports
Par la route, Žďár nad Metují se trouve à 2,5 km de Police nad Metují, à 19 km de Náchod, à 59 km de Hradec Králové et à 179 km de Prague. 